# Хусс, Хуго Ян
Хьюго Джан Хусс (англ. Hugo Jan Huss, первоначально Хуго Ян Хус, венг. Hugo Husz; 26 января 1934, Тимишоара — 21 февраля 2006, Ла-Кросс, штат Висконсин) — румынско-американский дирижёр.
Учился в Тимишоарской консерватории, затем в Бухарестской консерватории у Константина Сильвестри. Окончив консерваторию в 1958 г., он возглавлял симфонические оркестры в Араде и Тыргу-Муреше, в 1968 году был удостоен медали «За заслуги перед культурой» и разрешения выехать на гастроли в Париж, откуда не вернулся. В 1968—1970 годах Хусс жил и работал в Мюнхене, затем обосновался в США и получил новое образование в Университете Рузвельта в Чикаго, специализировавшись в организации бизнеса и компьютерных технологиях. Однако затем он изменил своё решение уйти из музыки и в 1979 году возглавил Гвадалахарский симфонический оркестр; звёздной страницей этого этапа карьеры Хусса стала телевизионная постановка оперы Пуччини «Тоска» с Пласидо Доминго в партии Каварадосси. В 1981 году в силу экономических причин Хусс вернулся в США и до 1993 года возглавлял оркестр города Ла-Кросс.